# 杭州乐园

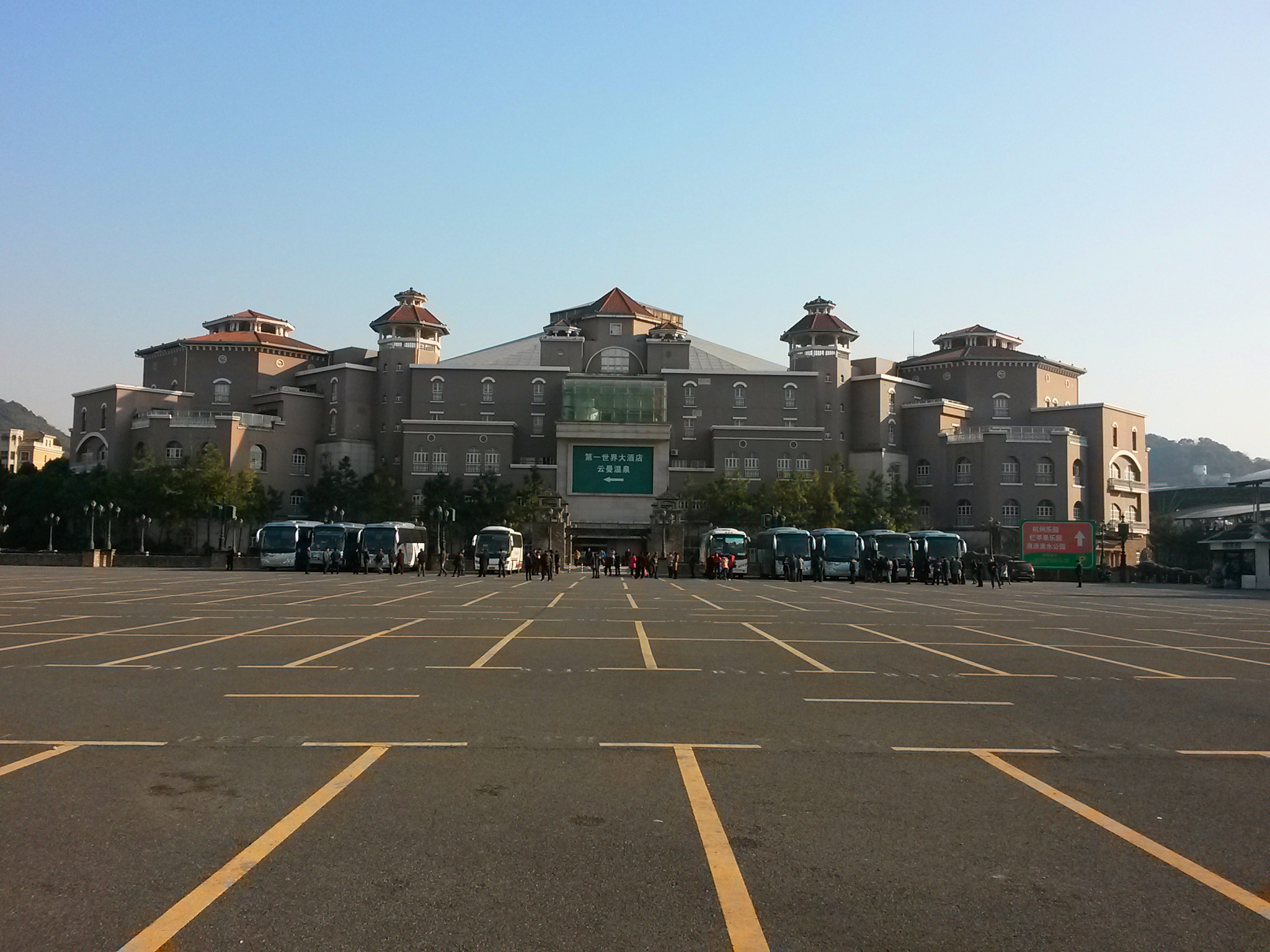
第一世界大酒店

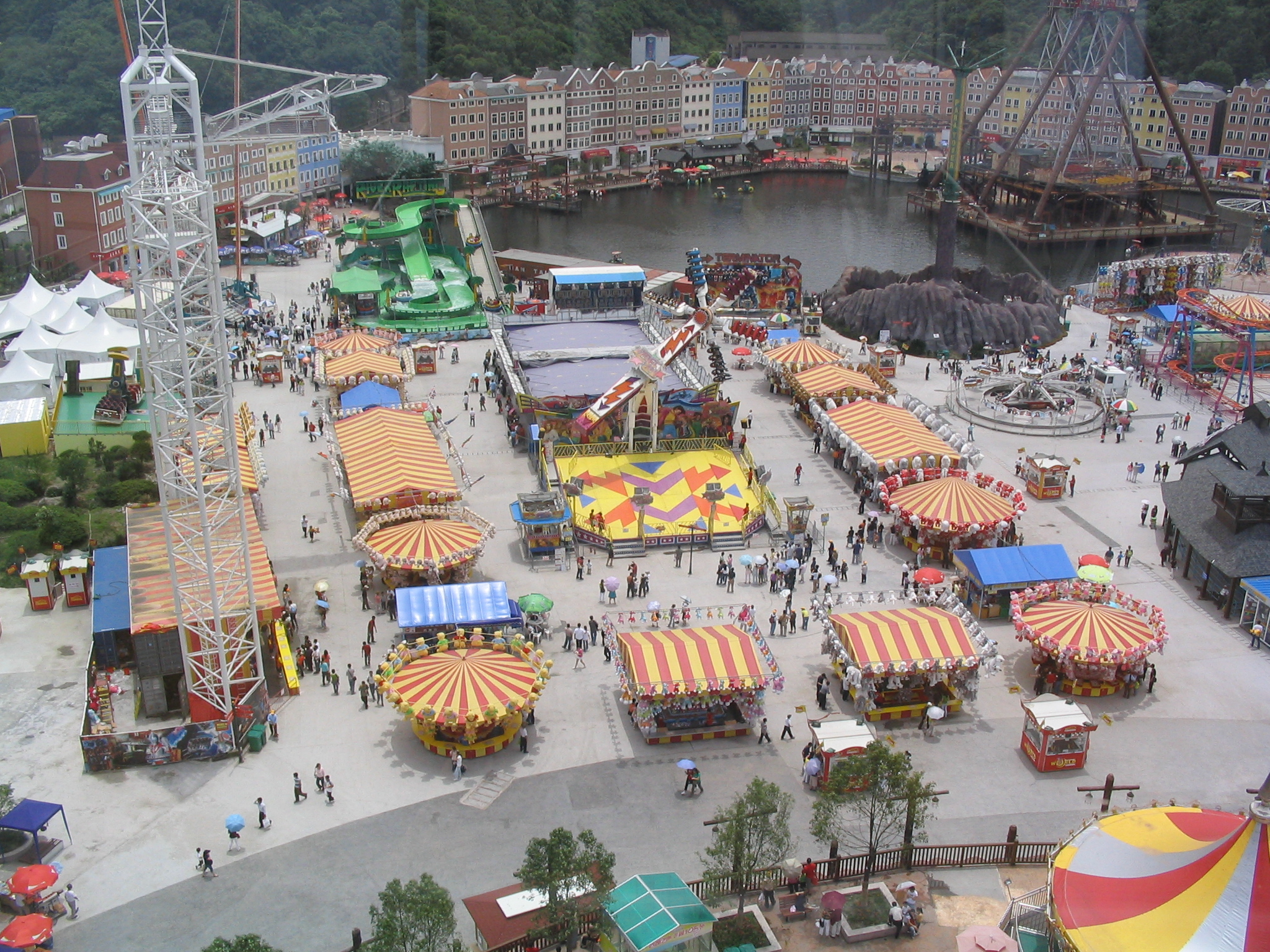
2006年正在举办环球嘉年华活动时的杭州乐园

杭州乐园是位于杭州市萧山区湘湖路92号的游乐主题公园，是集旅游、休闲、娱乐、度假、居住为一体的大型旅游度假区。由杭州宋城旅游发展股份有限公司（宋城集团旗下）投资、开发和经营。

## 简介
乐园位于钱塘江南岸湘湖旅游度假区，占地800亩，距西湖12公里。1999年4月25日举行开园典礼。2002年8月成为国家4A级旅游景区。期间经过两次大规模改造，由休闲主题公园变为目前的游乐主题公园。
度假区以“主题突出、晴雨皆宜、老少同乐”为设计理念，由湘湖宋城、杭州乐园、浪浪浪水公园、烂苹果乐园、云曼温泉等园区组成，其中核心区杭州乐园由玛雅部落（有悬挂过山车、雨神之锤、风神之手）、冒险岛（有高空飞翔、时髦飞人、蹦极，需另付费198元/人/次）、失落丛林（有跳伞塔、穿越云霄、幽灵船、碰碰车、双层转马、音乐船、虫虫特工队、母子观览车等）、吴越古城、杭州乐园大剧院、杭州乐园生态园（2007年起仅开放缆车山顶站）等区块组成。
- 大门
- 摩天轮
- 悬挂过山车
- 雨神之锤

## 游览
开园时间：周一至周五：10：00 - 17：00；周六、周日：09：30 - 17：00；
每年12月1日起至次年3月例行休园以进行提升整改。
成人票190元，全日制在校大学本科学历以下（含）学生、70周岁以上的长者、现役军人、军官、残疾人士、30年教龄持有荣誉证书的教师、1.2—1.5米儿童购儿童票120元，1.2米以下儿童免费。
·地铁一号线：湘湖站
·坐区间K515到萧山，然后转乘16路直达杭州乐园。